# Gulur Puttappa Channabasavanna
Gulur Puttappa Channabasavanna (ur. 8 września 1920 w Gulurze, zm. 1 maja 2000) – indyjski akarolog i entomolog, specjalizujący się w entomologii stosowanej.

## Życiorys
Urodził się w 1920 roku w Gulurze w dystrykcie Baramulla w stanie Dżammu i Kaszmir. Uczył się w szkołach w Gulurze i pobliskim Tumkurze. W 1937 roku otrzymał stopień naukowy w dziedzinie zoologii w Central Collage w Bengaluru. Potem krótko pracował w Stanowym Departamencie Rolnictwa, zajmując się zwalczaniem szkodników na plantacjach kawy w Chikkamagalurze. W 1946 roku został wykładowcą w Herbal Agricultural Collage w Bengaluru. W latach 1951–53 odbywał na Aligarh Muslim University studia magisterskie w zakresie morfologii owadów pod kierunkiem Mashooda Alama. Po zostaniu magistrem wykładał entomologię i zoologię stosowaną. W 1960 roku doktoryzował się w Indian Agricultural Research Institute w Nowym Delhi pod kierunkiem Ramdasa Menona pracą poświęconą taksonomii szpecielowatych, zawierającą opisy 70 ich gatunków. W 1970 roku objął po Magadim Puttarudriahu posadę kierownika Wydziału Entomologii Univerisity of Agricultural Sciences w Bengaluru. W latach 1980–1985 był mianowanym przez International Congresses of Acarology profesorem emerytowanym, a później profesorem wizytującym oraz doradcą w All India Coordinated Research Project (Agricultural Acarology). Zmarł w 2000 roku po krótkiej chorobie. 
Miał trójkę synów

## Praca naukowa
Channabasavanna jest autorem ponad 200 publikacji naukowych, poświęconych głównie akarologii i entomologii stosowanej. Opisał liczne nowe dla nauki taksony. Szczególny wkład wniósł w poznanie szpecielowatych, przędziorkowatych i roztoczy kurzu domowego. Uczestniczył w czterech międzynarodowych kongresach akarologicznych, pełniąc różne funkcje. Wdrożył dwa programy szkolenia akarologów.
Był założycielem Acarological Society of India i redaktorem wydawanych przez nie Indian Journal of Acarology oraz Acarology Newsletter. Zasiadał także w komitetach redakcyjnych Indian Journal of Entomology, Indian Journal of Sericulture oraz Mysore Journal of Agricultural Sciences. Był prezydentem-założycielem Bangalore Bee-keeper’s Association.
Rząd stanu Karnataka wyróżnił go w 1992 roku Rajyotsava Award. Na jego cześć nazwano m.in. rodzaj Channabasavannella.